# Hysterotettix
Hysterotettix is een geslacht van rechtvleugeligen uit de familie veldsprinkhanen (Acrididae). De wetenschappelijke naam van dit geslacht is voor het eerst geldig gepubliceerd in 1979 door Descamps.

## Soorten
Het geslacht Hysterotettix omvat de volgende soorten:
- Hysterotettix nigricoxa Descamps, 1979
- Hysterotettix uniformis Amédégnato, 1985